# Капрезе-Микеланджело
Капре́зе-Микела́нджело (итал. Caprese Michelangelo) — коммуна в Италии, располагается в области Тоскана, в провинции Ареццо. Родина Микеланджело.
Население коммуны, на 01.01.2024 года, составляет 1337 человек, плотность населения ─ 20,10 чел./км². Коммуна занимает площадь 66,53 км². Почтовый индекс — 52033. Телефонный код — 0575.
Покровителем коммуны почитается святой Иоанн Креститель, празднование 24 июня.

## Демография
Динамика населения:

## Города-побратимы
- Дольни-Коунице, Чехия